# 喬納森·泰勒·托馬斯
喬納森·泰勒·托馬斯（英語：Jonathan Taylor Thomas，1981年9月8日—）是美國的一位演員、配音演員。他也曾經是一位童星和青年偶像。在迪士尼電影獅子王中，他是小辛巴的配音者。他出生在賓西法尼亞州。

## 外部連結
- 喬納森·泰勒·托馬斯在互联网电影资料库（IMDb）上的資料（英文）